# 新亀製作所
株式会社新亀製作所は、大阪府大阪市に本社をおく工具メーカー。1952年創業。
SUNFLAGブランドのドライバー・ビットを主力とする。

## 概要
ドライバーやドライバービットに関して数多くの工業所有権を出願・登録している。商品名『テーパースリムエックスビット』『スーパースリムトーションビット』では、センターのトーションゾーンをねじれさせる事によりビット先端部の負荷を低減させる事に成功している。売上比率は、利器工匠卸し40%、DIY卸し35%、輸出15%となっている。

## 沿革
- 1952年（昭和27年）- 藤本亀信が大阪市東成区大今里5丁目にて創業。
- 1960年（昭和35年）- 日本工業規格（JIS）取得。
- 1965年（昭和40年）- 東大阪市中野162（現工場）に移転。
- 1977年（昭和52年）
  - 有限会社新亀製作所を株式会社新亀製作所に組織変更。
  - 電気用品製造事業所の認可取得。
- 1978年（昭和53年）- 小型交流電動機の製造認可取得。
- 1981年（昭和56年）
  - 日本赤十字社金色有功章を受章。
  - 大阪府知事より永年事業表彰を受ける。
- 1997年（平成9年）- 新潟県三条市に営業所を開設。
- 2006年（平成18年）- 東大阪工場内にビット専用工場完成。
- 2009年（平成21年）- 東京出張所を開設。

## 主な商品
ドライバー・六角棒スパナ・電動ドライバー用ビット